# Gastrophysa viridula
Gastrophysa viridula là một loài bọ cánh cứng trong họ Chrysomelidae. Loài này được De Geer miêu tả khoa học năm 1775.

## Hình ảnh

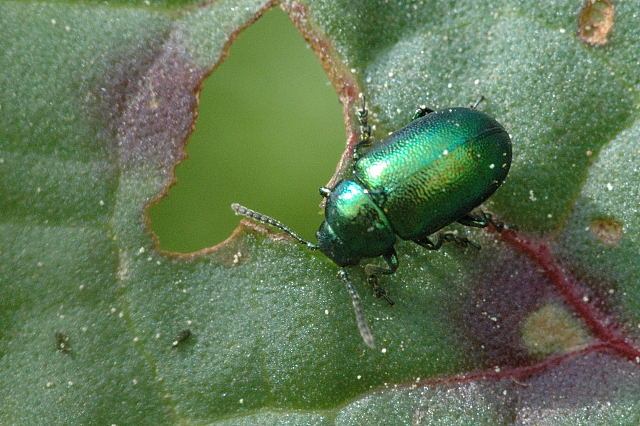
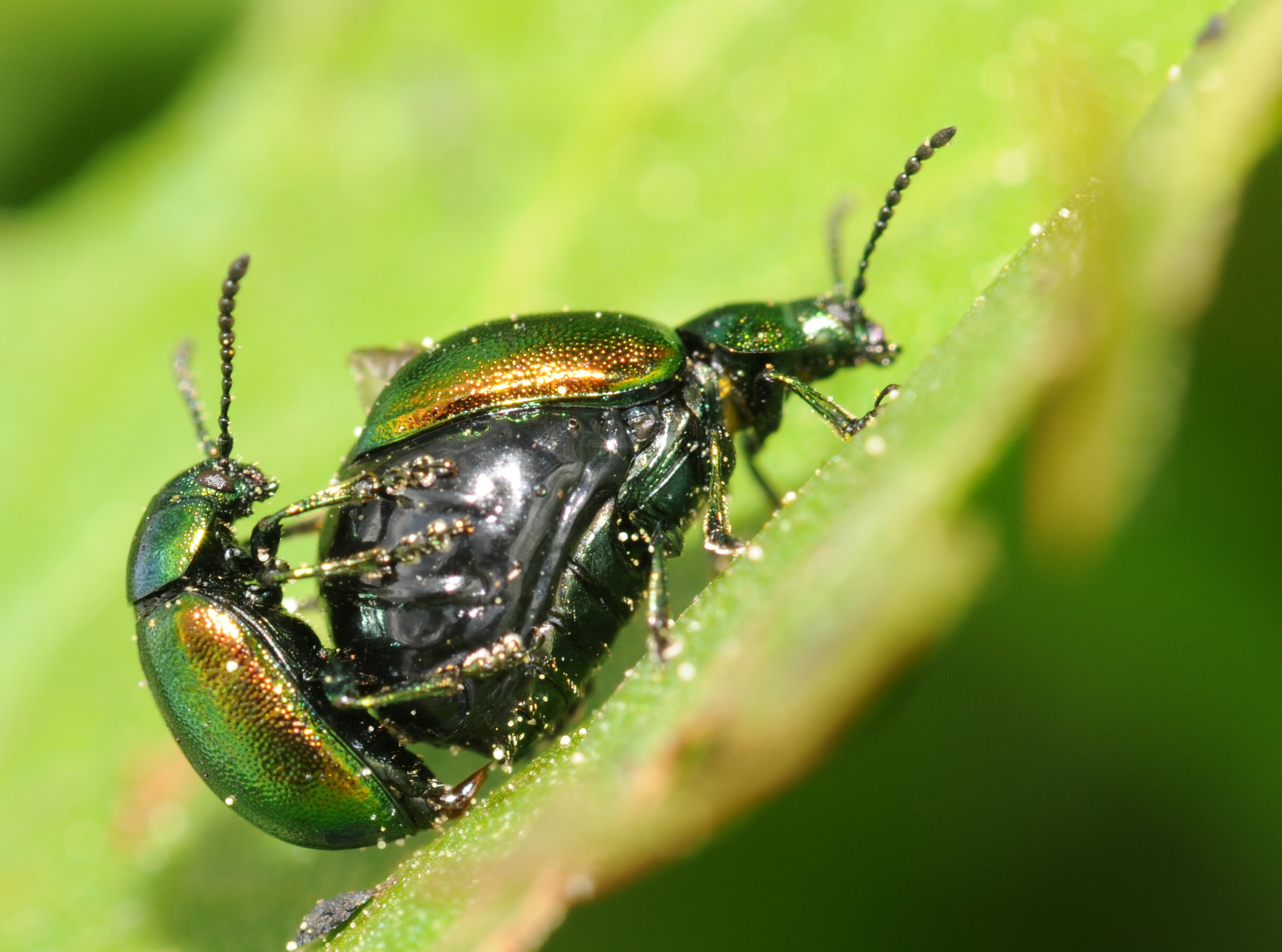
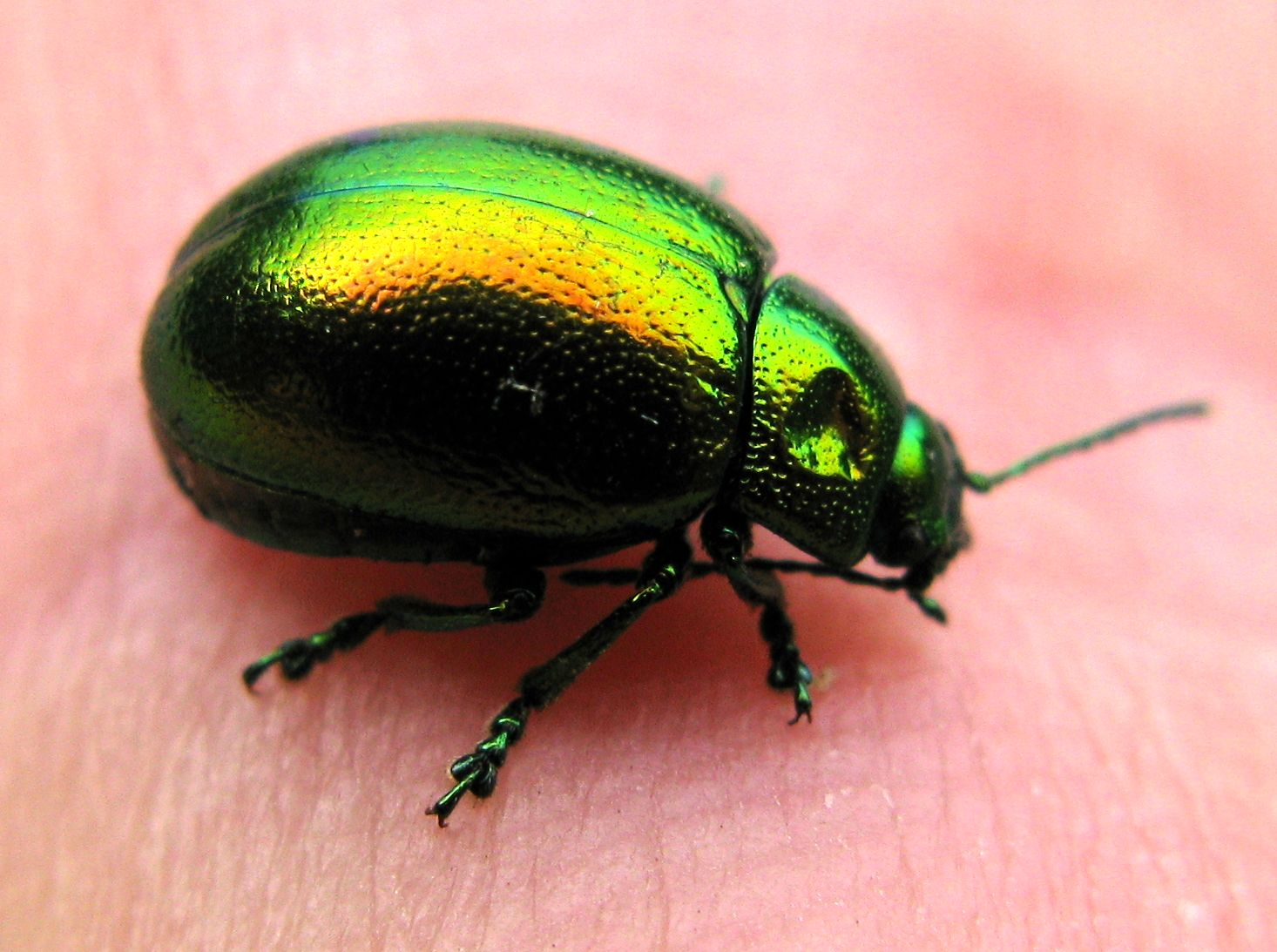